# سیارک ۲۵۰۳۵
سیارک ۲۵۰۳۵ (به انگلیسی: 25035 Scalesse، نامگذاری:1998QN33) بیست و پنج هزار و سی و پنجمین سیارک کشف شده‌است که در ۱۷ اوت ۱۹۹۸ کشف شد.
قدر مطلق سیارک برابر ۱۴.۸ است.